# Dilara Hashem
Dilara Hashem (auch Dilara Hashim; bengalisch: দিলারা হাশেম, Dilārā Hāśem; * 21. August 1936 in Jessore; † 19. März 2022 in Maryland) war eine bengalische Rundfunkredakteurin und Schriftstellerin aus Bangladesch.

## Leben
Hashem studierte Anglistik an der University of Dhaka und machte dort ihren Master-of-Arts-Abschluss.
Bereits als Studentin begann sie mit ihrer Tätigkeit bei verschiedenen Rundfunksendern. Hashem arbeitete unter anderem im redaktionellen Bereich bei Radio Dhaka, bei einer Nachrichtenagentur in Karatschi in Pakistan und beim BBC. Danach wurde sie Rundfunkredakteurin bei VOA Bangla broadcast (Voice of America in Bangladesh) in Dhaka, wo sie rasch Karriere machte. Ihre langjährigen Feature-Programme Matir Gan, Manusher Gan (Songs of the Soil, Songs of People), eine Serie über populäre Country- und Folkmusik in den USA, und Life in America waren sehr beliebt.
Hashem betätigte sich auch als Sängerin von traditionellen bengalischen Volksliedern und hatte Auftritte im Rundfunk und im Fernsehen in Pakistan und Bangladesch.
Unabhängig von ihrem Engagement beim Rundfunk begann Hashem mit ihrer schriftstellerischen Tätigkeit und schrieb Romane, Gedichte und Theaterstücke in bengalischer Sprache. Auch als Schriftstellerin fand sie Anerkennung beim Publikum und ihr Werk bekam gute Kritiken. In ihrer literarischen Arbeit setzte sie sich teils kritisch mit der politisch instabilen, bengalischen Gesellschaft auseinander; so zählt zum Beispiel ihr Debütroman Ghar Mon Janala (1965) – eine Geschichte über den Existenzkampf der mittleren Klasse und deren Gefühl der Frustration – zu den wichtigsten Büchern der 1960er Jahre in Ostpakistan. Das Buch hatte großen Erfolg und erschien unter anderem in russischer Sprache in Moskau sowie, als eines der ersten bangladeschischen Bücher, 1996 in chinesischer Sprache in Beijing (Peking).
Hashem erhielt mehrere hohe literarische Auszeichnungen und gilt als eine der bedeutendsten bengalischen Schriftstellerinnen. Sie arbeitete weiterhin für VOA Bangla broadcast und moderierte zum Beispiel im Rahmen der wöchentlichen VOA-Reihe „Hello Washington“ im Februar 2008 eine Rundfunksendung über eine Veranstaltung in Washington (USA), bei der die bengalische Gesellschaft und Kultur sowie bengalische Bücher vorgestellt wurden.
Sie starb am 19. März 2022 im Alter von 86 Jahren.

## Auszeichnungen
- Bangla Academy Award for Literature (1976, Bangla Academy, Dhaka)
- Shankhachil Sahitya Puraskar (1994, North American Literary Society, New York City)
- Cultural and Literary Inc (1995, Chicago)
- Annannya Literature Award (1998, Dhaka)
- Chokh, Literary Award (2000, Kolkata)
- Bango Smmelan (Indian) Award (2000, New Jersey for Special Contribution in Bangla Literature)
- Sarojini Naidu – Gold Medal for Literature (2003)
- Alakto – Gold Medal for Literature (2004)

## Werke
Die Bücher erschienen in bengalischer Sprache. Es werden hier deutsche Übersetzungen der Titel beigefügt, jedoch sind Hashems Werke bis jetzt nicht in deutscher Sprache erschienen.

### Romane
- Ghar Mon Janala (Häuser, Herzen und Fenster, 1965)
- Ekoda Ebong Ananto (Einst und für immer, 1975)
- Stabdhatar Kane Kane (Der Stille zuflüstern, 1977)
- Amlokir Mou (Das Süsse vom Bittersten, 1978)
- Badami Bikeler Galpo (Geschichten eines braunen Nachmittags, 1983)
- Kaktaleya (Zufall, 1985)
- Mural (1986)
- Shankho Korat (In der Zwickmühle, 1995)
- Anukta Padaboli (Unausgesprochene Verse, 1998)
- Sador Andor (Äußerer und innerer Teil, 1998)
- Setu (Brücke, 2000)
- Rahugrash (2003)
- Sesh Rater Songlap (Spätnachtgespräche, 2003)

### Lyrik
- Manabir Shuck Dukkha (2003)